# Nachal Šokek
Nachal Šokek (hebrejsky: נחל שוקק) je krátké vádí v severním Izraeli, v Charodském údolí.
Začíná na severovýchodním úpatí pohoří Gilboa, které zde vybíhá ve vrch Har Gefet. Nachází se zde pramen Ejn Šokek (עין שוקק), který tu vytváří přírodní vodní nádrž, turisticky využívanou a lemovanou vzácnou vegetací. Jde o jednu z několika podobných lokalit v této oblasti, poblíž vesnice Nir David, z nichž nejznámější je rekreační areál Gan ha-Šloša na paralelně probíhajícím vádí Nachal Amal. Nachal Šokek zprava přijímá vádí Nachal Gefet a směřuje zemědělsky využívaným Charodským údolím k východu, kde u pahorku Tel Šokek ústí zprava do vádí Nachal Kibucim.